# Sostituzione di persona
La sostituzione di persona è un reato previsto dall'art. 494 del codice penale italiano.

## Contenuto
L'articolo dispone: 

## Interpretazione giuridica
Si tratta di un reato che può essere, come recita il codice, commesso da chiunque sostituisca la propria identità ad una differente, inducendo altri in errore su di essa.
Il reato ha natura plurioffensiva: la norma tutela sia interessi pubblici che quelli del privato eventualmente leso.
Il reato ha caratteristica sussidiaria, poiché la pena della reclusione fino ad un anno è prevista qualora il fatto non costituisce un altro delitto contro la fede pubblica.  
Il reato è perseguibile d'ufficio ed è ravvisabile nella forma tentata, qualora chi lo commette non riesca a trarre alcuno in inganno sulla falsa identità.

## Necessità del dolo specifico
Il reato di sostituzione di persona richiede tassativamente per configurarsi la presenza del dolo specifico, vale a dire che non solo è necessario
attribuirsi un falso nome, stato o qualità giuridica, ma altresì che ciò venga fatto al fine di procurare a sé o ad altri un vantaggio o di recare ad altri un danno. 
Il vantaggio può essere di natura patrimoniale, ma anche di altro tipo. 
Qualora non vi sia un vantaggio di qualsiasi tipo o un danno apprezzabile a seguito della fattispecie, il fatto ricade nello scherzo o falso innocuo e non costituisce reato.